# Youssouf Fofana
Youssouf Fofana (født 10. januar 1999) er en fransk professionel fodboldspiller, som spiller for Serie A-klubben AC Milan og Frankrigs landshold.

## Klubkarriere

### Strasbourg
Fofana begyndte sin karriere med Strasbourg, hvor han gjorde sin professionelle debut i august 2018.

### Monaco
Fofana skiftede i januar 2020 til Monaco. Han spillede 175 kampe for klubben over de næste 4,5 sæsoner.

### Milan
Fofana skiftede i august 2024 til AC Milan.

## Landsholdskarriere

### Ungdomslandshold
Fofana har repræsenteret Frankrig på flere ungdomsniveauer.

### Seniorlandshold
Fofana debuterede for Frankrigs landshold den 22. september 2022.

## Titler
Strasbourg
- Coupe de la Ligue: 1 (2018-19)